# Kühalpenbach
Der Kühalpenbach (früher: Kohlbach) ist ein etwa 5 km langer Bach im Landkreis Garmisch-Partenkirchen in Oberbayern. Er ist etwa 5 Kilometer lang, hat ein Einzugsgebiet von etwa 10 und mündet in die Linder.

## Verlauf
Der Kühalpenbach entsteht in Gräben an der Ostseite des Kienjochs im gemeindefreien Gebiet Ettaler Forst. Er verläuft nach Norden und nimmt dabei weitere Bäche auf. Vorbei an der Kuhalmhütte erreicht er die Stütz-Diensthütte südöstlich von Dinkelschwaig. Dort versickert zeitweise das Wasser des Kühalpenbachs vollständig im Boden. Das Oberflächenwasser überquert die Gemarkungsgrenze zur Gemeinde Ettal und mündet zwischen Graswang und der Ettaler Mühle in der Nähe der Großen Ammerquellen von rechts in die Linder.
Die Mündung des Kühalpenbaches wurde in den 1930er Jahren im Zuge der Linderbegradigung nach Osten verlegt.

## Zuflüsse
- Gießenbachgraben (rechts)
- Alplegraben (links)
- Brünstlegraben (rechts)
- Sesselgraben (rechts)